# 迪克斯菲爾德 (緬因州)
迪克斯菲爾德（英語：Dixfield）是一個位於美國緬因州牛津縣的鎮。

## 人口
根據2020年美國人口普查的數據，迪克斯菲爾德的面積為107.98平方千米，當中陸地面積為106.89平方千米，而水域面積為1.09平方千米。當地共有人口2253人，而人口密度為每平方千米21人。